# Цвик, Степан Степанович
Степан Степанович Цвик (1926—2006) — полковник Советской армии, участник подавления Венгерского восстания 1956 года, Герой Советского Союза (1956).

## Биография
Родился 1 августа 1926 года в селе Адамовка (ныне — Жашковский район Черкасской области Украины). Окончил десять классов школы.
В ноябре 1943 года Цвик был призван на службу в Рабоче-крестьянскую Красную армию. Участвовал в Великой Отечественной войне. В 1952 году Цвик окончил Саратовское танковое училище. К осени 1956 года гвардии лейтенант Степан Цвик служил в Румынии, командовал танковым взводом 71-го гвардейского танкового полка 33-й гвардейской механизированной дивизии.
В октябре 1956 года Цвик в составе своего полка вступил на территорию Венгерской Народной Республики и принял активное участие в боях с венгерскими повстанцами.
Указом Президиума Верховного Совета СССР от 18 декабря 1956 года за «мужество и героизм, проявленные при выполнении воинского долга», лейтенант Степан Цвик был удостоен высокого звания Героя Советского Союза с вручением ордена Ленина и медали «Золотая Звезда».
В 1961 году Цвик окончил курсы усовершенствования офицерского состава. В сентябре 1976 года в звании подполковника он был уволен в запас, позднее уже в запасе получил звание полковника. Проживал в посёлке Горностаевка Херсонской области Украины. Скончался 5 сентября 2006 года, похоронен в Горностаевке.
Был также награждён орденом Отечественной войны 1-й степени и рядом медалей.
Имя Цвика присвоено школе в Горностаевке.